# Daddy Cool (musikgrupp)
Daddy Cool är ett australiskt rockband från Melbourne som bildades 1970. De har bland annat gjort hitlåtarna "Eagle Rock" (1971), "Come Back Again" (1971), "Hi Honey Ho" (1971) och "Duke of Earl" (1973).